# Olympische Sommerspiele 1988/Teilnehmer (Sowjetunion)
| Gelbes Symbol für Goldmedaillen mit stilisierten Olympischen Ringen | Graues Symbol für Silbermedaillen mit stilisierten Olympischen Ringen | Braundes Symbol für Bronzemedaillen mit stilisierten Olympischen Ringen |
| ------------------------------------------------------------------- | --------------------------------------------------------------------- | ----------------------------------------------------------------------- |
| 55                                                                  | 31                                                                    | 46                                                                      |

Die Sowjetunion nahm an den Olympischen Sommerspielen 1988 in Seoul mit einer Delegation von 481 Athleten (319 Männer und 162 Frauen) an 221 Wettkämpfen in 27 Sportarten teil. Die Nation belegte mit insgesamt 132 Medaillen den ersten Platz im Medaillenspiegel, Fahnenträger bei der Eröffnungsfeier war der Ringer Alexander Alexandrowitsch Karelin. Es war die letzte Teilnahme der Sowjetunion an Olympischen Spielen vor ihrer Auflösung.

## Teilnehmer nach Sportarten

### Basketball
| Männer - Gold - Kader Alexander Belostenny Oleksandr Wolkow Šarūnas Marčiulionis Waleri Goborow Igors Miglinieks Rimas Kurtinaitis Tiit Sokk Arvydas Sabonis Sergei Tarakanow Waleri Tichonenko Valdemaras Chomičius Wiktor Pankraschkin | Frauen - Bronze - Kader Olesja Barel Olga Burjakina Irina Gerliz Halina Sawizkaja Olga Jewkowa Natalja Sassulskaja Irina Minch Irina Sumnikowa Alexandra Leonowa Vitalija Tuomaitė Jelena Chudaschowa Olga Jakowlewa |

### Bogenschießen
| Männer - Wladimir Jeschejew Einzel: Bronze Mannschaft: 5. Platz - Kostjantyn Schkolnyj Einzel: 20. Platz Mannschaft: 5. Platz - Juri Leontjew Einzel: 29. Platz Mannschaft: 5. Platz | Frauen - Ljudmyla Arschannikowa Einzel: 4. Platz Mannschaft: 4. Platz - Tatjana Muntjan Einzel: 8. Platz Mannschaft: 4. Platz - Natalja Butusowa Einzel: 18. Platz Mannschaft: 4. Platz |

### Boxen
Männer
- Alexander Machmutow
Halbfliegengewicht: Viertelfinale
- Timofei Skrjabin
Fliegengewicht: Bronze
- Alexander Artemjew
Bantamgewicht: Viertelfinale
- Mechak Ghasarjan
Federgewicht: Achtelfinale
- Kostya Tszyu
Leichtgewicht: Achtelfinale
- Wjatscheslaw Janowski
Halbweltergewicht: Gold
- Wladimir Jereschtschenko
Weltergewicht: 2. Runde
- Jewgeni Saizew
Halbmittelgewicht: Viertelfinale
- Ruslan Taramow
Mittelgewicht: Achtelfinale
- Nurmagomed Schanawasow
Halbschwergewicht: Silber
- Ramsan Sebijew
Schwergewicht: Achtelfinale
- Alexander Miroschnitschenko
Superschwergewicht: Bronze

### Fechten
| Männer - Pawel Kolobkow Degen, Mannschaft: Bronze - Wladimir Resnitschenko Degen, Einzel: 8. Platz Degen, Mannschaft: Bronze - Andrei Schuwalow Degen, Einzel: Bronze Degen, Mannschaft: Bronze - Igor Tichomirow Degen, Mannschaft: Bronze - Mychajlo Tyschko Degen, Einzel: 26. Platz Degen, Mannschaft: Bronze - Wladimir Apziauri Florett, Mannschaft: Gold - Anwar Ibragimow Florett, Mannschaft: Gold - Boris Korezki Florett, Einzel: 16. Platz Florett, Mannschaft: Gold - İlqar Məmmədov Florett, Einzel: 10. Platz Florett, Mannschaft: Gold - Alexander Romankow Florett, Einzel: Bronze Florett, Mannschaft: Gold - Andrei Alschan Säbel, Einzel: 9. Platz Säbel, Mannschaft: Silber - Michail Burzew Säbel, Mannschaft: Silber - Sergei Korjaschkin Säbel, Mannschaft: Silber - Serhij Mindirhassow Säbel, Einzel: 17. Platz Säbel, Mannschaft: Silber - Heorhij Pohossow Säbel, Einzel: 6. Platz Säbel, Mannschaft: Silber | Frauen - Jelena Glikina Florett, Einzel: 8. Platz Florett, Mannschaft: 4. Platz - Jelena Grischina Florett, Mannschaft: 4. Platz - Tatjana Sadowskaja Florett, Einzel: 5. Platz Florett, Mannschaft: 4. Platz - Marina Sobolewa Florett, Mannschaft: 4. Platz - Olga Woschtschakina Florett, Einzel: 14. Platz Florett, Mannschaft: 4. Platz |

### Fußball
Männer
- Gold
- Kader
  - Tor

1 Dmitri Charin
16 Alexei Prudnikow
  - Abwehr

2 Gela Ketaschwili
3 Igor Skljarow
4 Oleksij Tscherednyk
5 Arvydas Janonis
12 Jewgeni Jarowenko
13 Sergei Fokin
17 Wiktor Lossew
18 Sergei Gorlukowitsch
  - Mittelfeld

6 Wadym Tyschtschenko
7 Jewgeni Kusnezow
8 İqor Ponomaryov
10 Igor Dobrowolski
15 Oleksij Mychajlytschenko
20 Arminas Narbekovas
  - Sturm

9 Alexander Borodjuk
11 Wolodymyr Ljutyj
14 Wladimir Tatartschuk
19 Juri Sawitschew
- Trainer
Anatoli Byschowez

### Gewichtheben
Männer
- Oksen Mirsojan
Bantamgewicht: Gold
- Israjel Militosjan
Leichtgewicht: Silber
- Israil Arsamakow
Leichtschwergewicht: Gold
- Anatoli Chrapaty
Mittelschwergewicht: Gold
- Nail Muchamedjarow
Mittelschwergewicht: Silber
- Pawel Kusnezow
1. Schwergewicht: Gold
- Juri Sacharewitsch
2. Schwergewicht: Gold
- Alexander Popow
2. Schwergewicht: 5. Platz
- Aljaksandr Kurlowitsch
Superschwergewicht: Gold

### Handball
| Männer - Gold - Kader Wjatscheslaw Atawin Igor Tschumak Waleri Gopin Aljaksandr Karschakewitsch Andrei Lawrow Juri Nesterow Valdemaras Novickis Alexander Rymanow Konstantin Scharowarow Juri Schewzow Georgi Swiridenko Alexander Tutschkin Andrei Tjumenzew Michail Wassiljew | Frauen - Bronze - Kader Natalja Mitrjuk Laryssa Karlowa Switlana Mankowa Sinajida Turtschyna Olha Semenowa Marina Basanowa Natalja Morskowa Jewhenija Towstohan Natalja Rusnatschenko Olena Nemaschkalo Tatjana Dschandschgawa Natalja Anissimowa Elina Gussewa Natalja Lapizkaja |

### Hockey
Männer
- 7. Platz
- Kader
- Wladimir Antakow
- Igor Atanow
- Michail Bukatin
- Wjacheslaw Tschetschenew
- Igor Dawidow
- Wiktor Deputatow
- Alexander Domaschew
- Sos Hajrapetjan
- Alexander Miasnikow
- Jewgeni Netschajew
- Michail Nitschepurenko
- Sergei Pleschakow
- Wladimir Pleschakow
- Sergei Schachworostow
- Igor Jultschijew
- Trainer: Leonid Pawlowski

### Judo
Männer
- Amiran Totikaschwili
Ultraleichtgewicht: Bronze
- Juri Sokolow
Halbleichtgewicht: 34. Platz
- Giorgi Tenadse
Leichtgewicht: Bronze
- Baschir Warajew
Halbmittelgewicht: Bronze
- Wladimir Schestakow
Mittelgewicht: Silber
- Wiktor Poddubny
Halbschwergewicht: 12. Platz
- Grigori Weritschew
Schwergewicht: Bronze

### Kanu
| Männer - Wiktor Pussew Kajak-Einer, 500 Meter: 9. Platz - Dmitri Bankowski Kajak-Einer, 1000 Meter: 4. Platz - Wiktor Denissow & Ihor Nahajew Kajak-Zweier, 500 Meter: Silber - Sergei Galkow & Sjarhej Kalesnik Kajak-Zweier, 1000 Meter: Halbfinale - Wiktor Denissow, Serhij Kirsanow, Oleksandr Motusenko & Ihor Nahajew Kajak-Vierer, 1000 Meter: Silber - Michał Śliwiński Canadier-Einer, 500 Meter: Silber - Ivans Klementjevs Canadier-Einer, 1000 Meter: Gold - Nicolae Juravschi & Victor Reneischi Canadier-Zweier, 500 Meter: Gold Canadier-Zweier, 1000 Meter: Gold | Frauen - Galina Sawenko Kajak-Einer, 500 Meter: 7. Platz - Irina Chmelewskaja & Irina Salomykowa Kajak-Zweier, 500 Meter: 5. Platz - Alexandra Apanowitsch, Irina Chmelewskaja, Nadeschda Kowalewitsch & Irina Salomykowa Kajak-Vierer, 500 Meter: 4. Platz |

### Leichtathletik
| Männer - Oleksandr Apajtschew Zehnkampf: DNF - Hennadij Awdjejenko Hochsprung: Gold - Wiktor Bryshin 4 × 100 Meter: Gold - Serhij Bubka Stabhochsprung: Gold - Michail Dasko 5000 Meter: Halbfinale - Juri Dumtschew Diskuswurf: 4. Platz - Robert Emmijan Weitsprung: kein gültiger Versuch in der Qualifikation - Rodion Gataullin Stabhochsprung: Silber - Wladimir Graudyn 800 Meter: Viertelfinale - Wjatscheslaw Iwanenko 50 Kilometer Gehen: Gold - Rawil Kaschapow Marathon: 10. Platz - Vaclavas Kidykas Diskuswurf: 13. Platz in der Qualifikation - Alexander Kowalenko Dreisprung: Bronze - Wladimir Krylow 100 Meter: Vorläufe 4 × 100 Meter: Gold - Valter Külvet Zehnkampf: DNF - Ihar Lapschyn Dreisprung: Silber - Sergei Litwinow Hammerwurf: Gold - Alexander Markin 110 Meter Hürden: Viertelfinale - Jauhen Misjulja 20 Kilometer Gehen: 27. Platz - Wladimir Murawjow 4 × 100 Meter: Gold - Wladimir Owtschinnikow Speerwurf: 7. Platz - Igor Paklin Hochsprung: 7. Platz - Alexei Perschin 20 Kilometer Gehen: 14. Platz - Wytalyj Popowytsch 50 Kilometer Gehen: 26. Platz - Aljaksandr Pataschou 50 Kilometer Gehen: 4. Platz - Rudolf Powarnizyn Hochsprung: Bronze - Oleg Prozenko Dreisprung: 4. Platz - Andrei Rasin 100 Meter: Vorläufe - Witali Sawin 100 Meter: Viertelfinale 4 × 100 Meter: Gold - Michail Schtschennikow 20 Kilometer Gehen: 6. Platz - Wladimir Schischkin 110 Meter Hürden: 4. Platz - Jurij Sjedych Hammerwurf: Silber - Sergei Smirnow Kugelstoßen: 8. Platz - Jüri Tamm Hammerwurf: Bronze - Pawlo Tarnowezkyj Zehnkampf: 10. Platz - Romas Ubartas Diskuswurf: Silber - Leonid Woloschin Weitsprung: 8. Platz - Grigori Jegorow Stabhochsprung: Bronze - Wiktor Jewsjukow Speerwurf: 5. Platz | Frauen - Natalja Achrimenko Kugelstoßen: 7. Platz - Natalia Artjomowa 3000 Meter: 5. Platz - Ludmilla Awdejenko Hochsprung: 17. Platz in der Qualifikation - Maja Asaraschwili 200 Meter: 7. Platz - Laimutė Baikauskaitė 1500 Meter: Silber - Jelena Belewskaja Weitsprung: 4. Platz - Olga Bondarenko 10.000 Meter: Gold - Olha Bryshina 400 Meter: Gold 4 × 400 Meter: Gold - Swjatlana Buraha Siebenkampf: 10. Platz - Tamara Bykowa Hochsprung: Bronze - Galina Tschistjakowa Weitsprung: Bronze - Ljudmyla Dschyhalowa 4 × 400 Meter: Gold - Valentina Fedjuschina Kugelstoßen: 13. Platz in der Qualifikation - Ljubow Gurina 1500 Meter: Vorläufe - Natalija Hryhorjewa 100 Meter Hürden: 4. Platz - Soja Iwanowa Marathon: 9. Platz - Raissa Smechnowa Marathon: 16. Platz - Ljudmila Kondratjewa 100 Meter: Halbfinale 4 × 100 Meter: Bronze - Iryna Kostjutschenkowa Speerwurf: 4. Platz - Inessa Krawez Weitsprung: 10. Platz - Tazjana Kurotschkina 400 Meter Hürden: 7. Platz - Tazzjana Ljadouskaja 400 Meter Hürden: Silber 4 × 400 Meter: Gold - Natalja Lissowskaja Kugelstoßen: Gold - Galina Maltschugina 200 Meter: 8. Platz 4 × 100 Meter: Bronze - Dalia Matusevičienė 800 Meter: Halbfinale - Ljudmila Matwejewa 10.000 Meter: 12. Platz - Galina Murašova Diskuswurf: kein gültiger Versuch im Finale - Laryssa Mychaltschenko Diskuswurf: 10. Platz - Ludmila Engquist 100 Meter Hürden: DNF/Halbfinale - Olga Nasarowa 400 Meter: Bronze 4 × 400 Meter: Gold - Nadija Olisarenko 800 Meter: Halbfinale - Marija Pinigina 4 × 400 Meter: Gold - Tatjana Polowinskaja Marathon: 4. Platz - Natalja Woronowa 100 Meter: 6. Platz 4 × 100 Meter: Bronze - Jelena Romanowa 3000 Meter: 4. Platz - Remigija Nazarovienė Siebenkampf: 5. Platz - Tetjana Samolenko-Dorowskych 1500 Meter: Bronze 3000 Meter: Gold - Natalja Schubenkowa Siebenkampf: 4. Platz - Olga Turtschak Hochsprung: 4. Platz - Natallja Jermalowitsch Speerwurf: 6. Platz - Inna Jewsejewa 800 Meter: 6. Platz - Marina Schirowa 100 Meter: Halbfinale 4 × 100 Meter: Bronze - Olena Schupijewa-Wjasowa 10.000 Meter: Bronze - Elina Swerawa Diskuswurf: 5. Platz |

### Moderner Fünfkampf
Männer
- Wachtang Iagoraschwili
Einzel: Bronze 
Mannschaft: 5. Platz
- Anatoli Awdejew
Einzel: 35. Platz
Mannschaft: 5. Platz
- German Juferow
Einzel: 20. Platz
Mannschaft: 5. Platz

### Radsport
| Männer - Dschamolidin Abduschaparow Straßenrennen: 5. Platz - Marat Ganejew Punktefahren: Bronze - Alexander Kiritschenko 1000 Meter Zeitfahren: Gold - Artūras Kasputis 4000 Meter Mannschaftsverfolgung: Gold - Wiktor Klimow 100 Kilometer Mannschaftszeitfahren: 7. Platz - Nikolai Kowsch Sprint: Silber - Dmitri Neljubin 4000 Meter Mannschaftsverfolgung: Gold - Asjat Saitow Straßenrennen: 51. Platz 100 Kilometer Mannschaftszeitfahren: 7. Platz - Ihar Sumnikau 100 Kilometer Mannschaftszeitfahren: 7. Platz - Riho Suun Straßenrennen: 60. Platz - Gintautas Umaras 4000 Meter Einerverfolgung: Gold 4000 Meter Mannschaftsverfolgung: Gold - Mindaugas Umaras 4000 Meter Mannschaftsverfolgung: Gold - Wjatscheslaw Jekimow 4000 Meter Mannschaftsverfolgung: Gold - Wassyl Schdanow 100 Kilometer Mannschaftszeitfahren: 7. Platz | Frauen - Erika Salumäe Sprint: Gold - Alla Jakowlewa Straßenrennen: 34. Platz - Walentina Jewpak Straßenrennen: 5. Platz - Laima Zilporytė Straßenrennen: Bronze |

### Reiten
- Nina Menkowa
Dressur, Einzel: 9. Platz
Dressur, Mannschaft: 4. Platz
- Olga Klimko
Dressur, Einzel: 24. Platz
Dressur, Mannschaft: 4. Platz
- Jurij Kowschow
Dressur, Einzel: 28. Platz
Dressur, Mannschaft: 4. Platz
- Anatoli Tankow
Dressur, Einzel: 31. Platz
Dressur, Mannschaft: 4. Platz
- Anatoli Timoschenko
Springen, Einzel: 46. Platz in der Qualifikation
Springen, Mannschaft: nicht für Finale qualifiziert
- Wjatscheslaw Tschukanow
Springen, Einzel: DNF
Springen, Mannschaft: nicht für Finale qualifiziert
- Sergejs Šakurovs
Springen, Einzel: DNF
Springen, Mannschaft: nicht für Finale qualifiziert
- Raimundas Udrakis
Springen, Einzel: DNF
Springen, Mannschaft: nicht für Finale qualifiziert

### Rhythmische Sportgymnastik
Frauen
- Maryna Lobatsch
Einzel: Gold
- Oleksandra Tymoschenko
Einzel: Bronze

### Ringen
Männer
- Məhəddin Allahverdiyev
Halbfliegengewicht, griechisch-römisch: 4. Platz
- Alexander Ignatenko
Fliegengewicht, griechisch-römisch: 4. Platz
- Aleksandr Schestakow
Bantamgewicht, griechisch-römisch: 7. Platz
- Kamandar Madschydau
Federgewicht, griechisch-römisch: Gold
- Lewon Dschulfalakjan
Leichtgewicht, griechisch-römisch: Gold
- Däulet Turlychanow
Weltergewicht, griechisch-römisch: Silber
- Michail Mamiaschwili
Mittelgewicht, griechisch-römisch: Gold
- Wladimir Popow
Halbschwergewicht, griechisch-römisch: Bronze
- Guram Guduschauri
Schwergewicht, griechisch-römisch: 7. Platz
- Alexander Karelin
Superschwergewicht, griechisch-römisch: Gold
- Sergei Karamtschakow
Halbfliegengewicht, Freistil: Bronze
- Wolodymyr Tohusow
Fliegengewicht, Freistil: Bronze
- Sergei Beloglasow
Bantamgewicht, Freistil: Gold
- Stepan Sargsjan
Federgewicht, Freistil: Silber
- Arsen Fadsajew
Leichtgewicht, Freistil: Gold
- Adlan Warajew
Weltergewicht, Freistil: Silber
- Alexander Tambowzew
Mittelgewicht, Freistil: 4. Platz
- Macharbek Chadarzew
Halbschwergewicht, Freistil: Gold
- Leri Chabelowi
Schwergewicht, Freistil: Silber
- Dawit Gobedschischwili
Superschwergewicht, Freistil: Gold

### Rudern
| Männer - Jüri Jaanson Einer: 8. Platz - Oleksandr Martschenko & Wassili Jakuscha Doppelzweier: Bronze - Waleryj Wyrwitsch & Ihar Subarenka Zweier ohne Steuermann: 6. Platz - Roman Kasanzew, Andrei Korikow & Andrei Lipski Zweier mit Steuerman: 6. Platz - Sergei Kinjakin, Pawel Krupko, Oleksandr Saskalko & Juri Selikowitsch Doppelvierer: 4. Platz - Nikolai Pimenow, Juri Pimenow, Sergei Smirnow & Iwan Wisotskij Vierer ohne Steuermann: 6. Platz - Sigitas Kučinskas, Jonas Narmontas, Wladimir Romanischin, Sergei Titow & Igor Sotow Vierer mit Steuermann: nicht zum Finale angetreten - Weniamin But, Wiktor Diduk, Alexander Dumtschew, Pawlo Hurkowskyj, Mykola Komarow, Alexander Lukjanow, Wiktor Omeljanowytsch, Wassili Tichonow & Andrei Wassiljew Achter: Silber | Frauen - Natalіja Kwascha Einer: 8. Platz - Maryja Omeljanowytsch & Marina Schukowa Doppelzweier: 4. Platz - Marina Smorodina & Sarmīte Stone Zweier ohne Steuerfrau: 5. Platz - Inna Frolowa, Iryna Kalimbet, Antonina Machina & Switlana Masij Doppelvierer: Silber - Waljanzina Chochlawa, Reda Ribinskaitė, Marina Suprun, Olena Teroschyna & Irina Teterina Vierer mit Steuerfrau: 9. Platz - Lidija Awerianowa, Sandra Brazauskaitė, Natalija Fedorenko, Aušra Gudeliūnaitė, Olena Puchajewa, Nadeschda Sugako, Margarita Teselko, Sarija Sakirowa & Marina Snak Achter: 4. Platz |

### Schießen
| Männer - Hennadij Awramenko Laufende Scheibe: Bronze - Ihar Bassinski Luftpistole: 5. Platz Freie Pistole: Bronze - Kirill Iwanow Kleinkaliber, Dreistellungskampf: Bronze Kleinkaliber, liegend: 15. Platz - Boris Kokorew Luftpistole: 8. Platz - Afanasijs Kuzmins Schnellfeuerpistole: Gold - Wladimir Lwow Kleinkaliber, liegend: 15. Platz - Sjarhej Martynau Luftgewehr: 14. Platz - Alexander Melentjew Freie Pistole: 12. Platz - Oleg Moldovan Laufende Scheibe: 14. Platz - Hratschja Petikjan Luftgewehr: 24. Platz Kleinkaliber, Dreistellungskampf: 6. Platz - Wladimir Wochmjanin Schnellfeuerpistole: 21. Platz | Offene Klasse - Alexander Tscherkasow Skeet: 13. Platz - Swetlana Djomina Skeet: 13. Platz - Tamas Imnaischwili Skeet: 25. Platz - Olexander Lawrinenko Trap: 25. Platz - Dmytro Monakow Trap: Gold - Ourmas Saaliste Trap: 7. Platz - Waleri Timoxin Skeet: 11. Platz | Frauen - Walentina Tscherkassowa Kleinkaliber, Dreistellungskampf: Bronze - Marina Logwinenko Luftpistole: Bronze Sportpistole: 8. Platz - Anna Maluchina Luftgewehr: Bronze Kleinkaliber, Dreistellungskampf: 6. Platz - Nino Salukwadse Luftpistole: Silber Sportpistole: Gold - Iryna Schylawa Luftgewehr: Gold |

### Schwimmen
| Männer - Wadim Alexejew 200 Meter Brust: 5. Platz - Juri Baschkatow 100 Meter Freistil: 5. Platz 200 Meter Freistil: 22. Platz 4 × 100 Meter Freistil: Silber - Alexander Baschanow 400 Meter Freistil: 27. Platz 4 × 200 Meter: disqualifiziert im Vorlauf - Olexij Borislawskij 4 × 100 Meter Freistil: Silber - Sergei Kudrjajew 4 × 200 Meter: disqualifiziert im Vorlauf - Alexei Kusnezow 200 Meter Freistil: 12. Platz 4 × 200 Meter: disqualifiziert im Vorlauf - Walerij Losyk 200 Meter Brust: 5. Platz 4 × 100 Meter Lagen: Bronze - Alexei Matwejew 100 Meter Brust: 9. Platz - Raimundas Mažuolis 4 × 100 Meter Freistil: Silber - Konstantin Petrow 100 Meter Schmetterling: 23. Platz 4 × 100 Meter Lagen: Bronze - Igor Poljanski 100 Meter Rücken: Bronze 200 Meter Rücken: Gold 4 × 100 Meter Lagen: Bronze - Gennadi Prigoda 50 Meter Freistil: Bronze 100 Meter Freistil: 4. Platz 4 × 100 Meter Freistil: Silber 4 × 100 Meter Lagen: Bronze - Wladimir Salnikow 1500 Meter Freistil: Gold - Wolodymyr Tkatschenko 50 Meter Freistil: 6. Platz 4 × 100 Meter Freistil: Silber - Dmitri Wolkow 100 Meter Brust: Bronze 4 × 100 Meter Lagen: Bronze - Wadym Jaroschtschuk 100 Meter Schmetterling: 8. Platz 200 Meter Schmetterling: 11. Platz 200 Meter Lagen: Bronze 4 × 100 Meter Lagen: Bronze - Nikolai Jewsejew 4 × 100 Meter Freistil: Silber 4 × 200 Meter: disqualifiziert im Vorlauf 4 × 100 Meter Lagen: Bronze - Sergej Sabolotnow 100 Meter Rücken: 4. Platz 200 Meter Rücken: 4. Platz 4 × 100 Meter Lagen: Bronze - Michail Subkow 200 Meter Lagen: 4. Platz 400 Meter Lagen: 13. Platz | Frauen - Inna Abramowa 50 Meter Freistil: 14. Platz 4 × 100 Meter Freistil: 5. Platz - Julija Bohatschowa 200 Meter Brust: 5. Platz 200 Meter Lagen: 15. Platz - Jelena Dendeberowa 4 × 100 Meter Freistil: 5. Platz 200 Meter Lagen: Silber 400 Meter Lagen: 4. Platz - Swetlana Issakowa 100 Meter Freistil: 15. Platz 4 × 100 Meter Freistil: 5. Platz - Switlana Koptschykowa 4 × 100 Meter Freistil: 5. Platz 100 Meter Schmetterling: 9. Platz 200 Meter Schmetterling: 12. Platz - Swetlana Kusmina 100 Meter Brust: 9. Platz 200 Meter Brust: 10. Platz - Natalja Trefilowa 100 Meter Freistil: 9. Platz 200 Meter Freistil: 5. Platz 400 Meter Freistil: 8. Platz 800 Meter Freistil: 15. Platz 4 × 100 Meter Freistil: 5. Platz - Jelena Wolkowa 100 Meter Brust: 5. Platz |

### Segeln
| Männer - Oleg Chopjorski Finn-Dinghy: 8. Platz - Nikolai Krawtschenko Windsurfer: 37. Platz - Tõnu Tõniste & Toomas Tõniste 470er: Silber | Offene Klasse - Sergei Borodinow & Wiktar Budanzew Flying Dutchman: 14. Platz - Wiktor Solowjow & Aleksandr Zõbin Star: 8. Platz - Juri Konowalow & Sjarhej Krauzou Tornado: 7. Platz - Oleg Miron, Nikolai Poljakow & Georgi Schaiduko Soling: 10. Platz | Frauen - Iryna Tschunychowska & Laryssa Moskalenko 470er: Bronze |

### Synchronschwimmen
Frauen
- Christina Thalassinidou
Einzel: 7. Platz
- Marija Tschernjajewa
Einzel: Vorrunde
Duett: 6. Platz
- Tatjana Titowa
Einzel: Vorrunde
Duett: 6. Platz

### Tennis
| Männer - Andrei Tschesnokow Einzel: 1. Runde - Andrei Tscherkassow Einzel: 2. Runde - Alexander Wolkow Einzel: 1. Runde Doppel: 1. Runde - Andrei Olchowski Doppel: 1. Runde | Frauen - Larisa Neiland Einzel: Viertelfinale Doppel: Viertelfinale - Natallja Swerawa Einzel: Viertelfinale Doppel: Viertelfinale - Leila Mes’chi Einzel: 2. Runde |

### Tischtennis
| Männer - Andrei Masunow Einzel: Gruppenphase Doppel: Gruppenphase - Boris Rosenberg Doppel: Gruppenphase | Frauen - Fliura Bulatowa Einzel: 5. Platz Doppel: 6. Platz - Olena Kowtun Einzel: Gruppenphase Doppel: 6. Platz - Valentina Popovová Einzel: 6. Platz |

### Turnen
| Männer - Wladimir Artjomow Einzelmehrkampf: Gold Mannschaftsmehrkampf: Gold Boden: Silber Pferd: 6. Platz in der Qualifikation Barren: Gold Reck: Gold Ringe: 5. Platz in der Qualifikation Seitpferd: 7. Platz in der Qualifikation - Dmitri Bilosertschew Einzelmehrkampf: Bronze Mannschaftsmehrkampf: Gold Boden: 9. Platz in der Qualifikation Pferd: 9. Platz in der Qualifikation Barren: 2. Platz in der Qualifikation Reck: 31. Platz in der Qualifikation Ringe: Gold Seitpferd: Gold - Sergei Charkow Einzelmehrkampf: 4. Platz in der Qualifikation Mannschaftsmehrkampf: Gold Boden: Gold Pferd: 6. Platz Barren: 6. Platz in der Qualifikation Reck: 15. Platz in der Qualifikation Ringe: 5. Platz in der Qualifikation Seitpferd: 12. Platz in der Qualifikation - Wladimir Gogoladse Einzelmehrkampf: 6. Platz in der Qualifikation Mannschaftsmehrkampf: Gold Boden: 14. Platz in der Qualifikation Pferd: 8. Platz Barren: 13. Platz in der Qualifikation Reck: 15. Platz in der Qualifikation Ringe: 18. Platz in der Qualifikation Seitpferd: 22. Platz in der Qualifikation - Waleri Ljukin Einzelmehrkampf: Silber Mannschaftsmehrkampf: Gold Boden: 5. Platz in der Qualifikation Pferd: 9. Platz in der Qualifikation Barren: Silber Reck: Gold Ringe: 4. Platz Seitpferd: 5. Platz - Wladimir Nowikow Einzelmehrkampf: 11. Platz in der Qualifikation Mannschaftsmehrkampf: Gold Boden: 19. Platz in der Qualifikation Pferd: 39. Platz in der Qualifikation Barren: 6. Platz in der Qualifikation Reck: 12. Platz in der Qualifikation Ringe: 9. Platz in der Qualifikation Seitpferd: 9. Platz in der Qualifikation | Frauen - Swjatlana Baitawa Einzelmehrkampf: 13. Platz in der Qualifikation Mannschaftsmehrkampf: Gold Boden: 31. Platz in der Qualifikation Pferd: 14. Platz in der Qualifikation Stufenbarren: 9. Platz in der Qualifikation Schwebebalken: 7. Platz in der Qualifikation - Swjatlana Bahinskaja Einzelmehrkampf: Bronze Mannschaftsmehrkampf: Gold Boden: Silber Pferd: Gold Stufenbarren: 5. Platz Schwebebalken: 5. Platz - Natālija Laščonova Einzelmehrkampf: 5. Platz Mannschaftsmehrkampf: Gold Boden: 5. Platz in der Qualifikation Pferd: 4. Platz in der Qualifikation Stufenbarren: 9. Platz in der Qualifikation Schwebebalken: 9. Platz in der Qualifikation - Jelena Schewtschenko Einzelmehrkampf: 14. Platz in der Qualifikation Mannschaftsmehrkampf: Gold Boden: 17. Platz in der Qualifikation Pferd: 9. Platz in der Qualifikation Stufenbarren: 28. Platz in der Qualifikation Schwebebalken: 14. Platz in der Qualifikation - Jelena Schuschunowa Einzelmehrkampf: Gold Mannschaftsmehrkampf: Gold Boden: 7. Platz Pferd: 8. Platz Stufenbarren: Bronze Schwebebalken: Silber - Olha Straschewa Einzelmehrkampf: 84. Platz in der Qualifikation Mannschaftsmehrkampf: Gold Boden: 84. Platz in der Qualifikation Pferd: 6. Platz in der Qualifikation Stufenbarren: 5. Platz in der Qualifikation Schwebebalken: 66. Platz in der Qualifikation |

### Volleyball
| Männer - Silber - Kader Jaroslaw Antonow Juri Tscherednik Jewgeni Krassilnikow Andrei Kusnezow Waleri Lossew Jurij Pantschenko Igor Runow Juri Sapega Wladimir Schkurichin Alexander Sorokolet Raimonds Vilde Wjatscheslaw Saizew | Frauen - Gold - Kader Swetlana Korytowa Tatjana Krainowa Olga Kriwoschejewa Marina Kumysch Marina Nikulina Walentina Ogijenko Jelena Owtschinnikowa Irina Parchomtschuk Olga Schkurnowa Tatjana Sidorenko Irina Smirnowa Jelena Wolkowa |

### Wasserball
Männer
- Bronze
- Kader
Dmitri Apanassenko
Wiktor Berendjuha
Michail Giorgadse
Jewgeni Grischin
Michail Iwanow
Alexander Kolotow
Sergei Kotenko
Sergei Markotsch
Nurlan Mengdighalijew
Georgi Mschwenijeradse
Sergei Naumow
Jewgeni Scharonow
Nikolai Smirnow

### Wasserspringen
| Männer - Giorgi Tschogowadse Turmspringen: 4. Platz - Waleri Gontscharow Kunstspringen: 12. Platz - Alexander Stalijewitsch Portnow Kunstspringen: 10. Platz - Wladimir Alexandrowitsch Timoschinin Turmspringen: 8. Platz | Frauen - Marina Babkowa Kunstspringen: 5. Platz - Irina Jewgenjewna Laschko Kunstspringen: 4. Platz - Jelena Miroschina Turmspringen: 6. Platz - Anschela Stassjulewitsch Turmspringen: 4. Platz |